# 628-й отдельный разведывательный артиллерийский дивизион
628-й отдельный разведывательный артиллерийский дивизион Резерва Главного Командования — воинское формирование Вооружённых Сил СССР, принимавшее участие в Великой Отечественной войне.
Сокращённое наименование — 628-й орадн РГК.

## История
Сформирован в г. Саранск  в марте 1943г. В действующей армии с 24.08.1943 по 12.07.1944.
В ходе Великой Отечественной войны вёл артиллерийскую разведку в интересах артиллерийских частей 16-й ад ,   артиллерии соединений и  объединений Степного и 2-го Украинского  фронтов.
12  июля 1944 года в соответствии с приказом НКО СССР от 16 мая 1944 года №0019 , приказом Командующего 2-м Украинским фронтом № 069 от 12 июня 1944 года  628-й орадн обращён на формирование  123-й  пабр 4-й гв.  армии 2-го Украинского фронта  . .

## Состав
- Штаб
- Хозяйственная часть
- 1-я батарея звуковой разведки (1-я БЗР)
- 2-я батарея звуковой разведки (2-я БЗР)
- батарея топогеодезической разведки (БТР)
- взвод оптической разведки (ВЗОР)
- фотограмметрический взвод (ФГВ)
- хозяйственный взвод

## Оперативное подчинение
| Дата                | Фронт                | Армия                    | Корпус | Дивизия  | Бригада | Примечания |
| ------------------- | -------------------- | ------------------------ | ------ | -------- | ------- | ---------- |
| 12.08.43 -1.10.43г. | Степной фронт        | 53-я армия               | -      | 16-я адп | -       | -          |
| 1.10.43 -20.10.43г  | Степной фронт        | 5-я гв. армия            | -      | 16-я адп | -       | -          |
| 20.10.43-1.12.43г.  | 2-й Украинский фронт | 5-я гв. армия            | -      | 16-я адп | -       | -          |
| 1.12.43-25.12.43г.  | 2-й Украинский фронт | 57-я армия               | -      | 16-я адп | -       | -          |
| 25.12.43-17.02.44г. | 2-й Украинский фронт | 53-я армия 4-я гв. армия | -      | 16-я адп | -       | -          |
| 17.02.44-20.04.44г. | 2-й Украинский фронт | 4-я гв. армия            | -      | 16-я адп | -       | -          |
| 20.04.44-14.06.44г. | 2-й Украинский фронт | 7-я гв. армия            | -      | 16-я адп | -       | -          |
| 14.06.44-12.07.44г. | 2-й Украинский фронт | 4-я гв. армия            | -      | -        | -       | -          |

## Командование дивизиона
Командир дивизиона
- капитан Левченко Иван Васильевич

Начальник штаба дивизиона
- капитан Полещук Владимир Борисович
- ст. лейтенант Левачев Александр Матвеевич (погиб 7.5.44г. Похоронен в г. Могилёв-Подольский)

Заместитель командира дивизиона по политической части
Помощник начальника штаба дивизиона
- ст. лейтенант Рабкевич Иван Алексеевич

Помощник командира дивизиона по снабжению
- гв. капитан Красинцев Александр Константинович

## Командиры подразделений дивизиона
Командир 1-й БЗР
- гв. капитан Шевченко Василий Семёнович

Командир 2-й БЗР
- гв. капитан Демченко Александр Михайлович

Командир БТР
- ст. лейтенант Овчинников Леонид Васильевич

Командир ВЗОР
- ст. лейтенант Гучепшоков Муса Айтекович

Командир ФГВ
- лейтенант Евенко Николай Иванович